# Реутович, Ирина Владимировна
Ирина Владимировна Реутович (род. 21 января 1950 года) — рекордсменка мира в беге на сверхдлинные дистанции, заслуженный мастер спорта в суточном беге, мастер спорта по альпинизму.
Целенаправленно заниматься бегом начала в 1992 году.

## Результаты

### Соревнования
- Чемпионка России

1. по бегу на 100 км (1998)
2. по суточному бегу (1998, 1999, 2000, 2009 годов)[4]

- чемпионка Европы (1997, 1999, 2001 годов)
- победительница Кубка Европы

1. по суточному бегу (1999)
2. победительница Кубка Европы по бегу на 100 км (1997)
3. серебряный призёр Кубка Европы (1998, 1999) по бегу на 100 км

- победительница чемпионата мира по двухсуточному бегу (2000)
- чемпионка (2003), серебряный призёр (2001)[5] и рекордсменка мира (1998) в суточном беге[6].

В 2000 году Реутович побила рекорд среди женщин на сверхмарафоне Бэдуотер со временем 29:48.27, что явилось на семь часов быстрее, чем предыдущий рекорд, установленный Анжеликой Кастанедой.
| Год               | Соревнование          | Город                          | Место | Дистанция    | Результат  |
| ----------------- | --------------------- | ------------------------------ | ----- | ------------ | ---------- |
| 1997              | Белые ночи            | Санкт-Петербург, Россия        | I     | марафон      | 2:57.52    |
| 2000              | Сверхмарафон Бэдуотер | Долина Смерти, Калифорния, США | I     | 135 миль     | 29:48.26   |
| 2002              | Спартатлон            | Греция, Афины-Спарта           | I     | 246 км       | 28:10.48   |
| Чемпионаты России |                       |                                |       |              |            |
| 2009              | «Сутки бегом»         | Стадион «Янтарь», Москва       | I     | Суточный бег | 211,511 км |